# Das unvergeßliche Jahr 1919
Das unvergeßliche Jahr 1919 (russisch Незабываемый 1919 год, Nesabywajemy 1919 god) ist ein sowjetischer Monumentalfilm in zwei Akten des georgischen Regisseurs Micheil Tschiaureli aus dem Jahre 1951 und basiert auf dem gleichnamigen Theaterstück von Wsewolod Witaljewitsch Wischnewski. Der Film bildete den Höhepunkt des Stalinkults und spielt während des Russischen Bürgerkriegs an der Nordwestfront, wo weiße Truppen und Einheiten der Royal Navy Kronstadt und Petrograd bedrohen. Die Produktion wurde von der DEFA synchronisiert, aber in der deutschen Fassung nur in der DDR und nicht in der Bundesrepublik Deutschland aufgeführt. Der Film wurde mit dem Kristallglobus des Filmfestivals von Karlovy Vary ausgezeichnet.

## Handlung
Mai 1919. Der Russische Bürgerkrieg ist auf dem Höhepunkt; die bolschewistische Regierung in Moskau unter Lenin ist in höchster Gefahr. Die Bevölkerung in Petrograd hungert und zweifelt am Sieg des Kommunismus, doch der Matrose Schibajew und seine Freundin Katja glauben unbeirrt an die Revolution. In Petrograd hat sich eine Verschwörerzelle gebildet, die als Fünfte Kolonne den Sturz der Regierung Lenin betreibt.
Lenin beweist seine Solidarität mit dem Volk durch einen Einsatz auf einer Baustelle, wo er schwere Balken schleppt. Hier erhält er eine Hiobsbotschaft aus dem Norden Russlands. Die Weiße Armee und die Royal Navy, von Winston Churchill in die Ostsee entsandt, drohen die Festung Krasnaja Gorka und damit Kronstadt und Petrograd einzunehmen. Der Stadtsowjet von Petrograd will evakuieren. Zurück in seinem Büro, denkt Lenin einige Sekunden nach, wem er diese schwere Aufgabe, den Angriff zurückzuschlagen, übertragen kann, und ruft: „Stalin!“
Stalin fährt mit seinem Panzerzug durch das Bürgerkriegsgebiet. Er wird von Kavallerie begleitet, die von Budjonny und Woroschilow geführt wird. Im Auftrag Lenins fährt er an die Petrograder Front. Dort trifft er in der Etappe statt Kampfbereitschaft auf Schlendrian und Vergnügungssucht. Der für die Moral der Truppe zuständige Kommissar genießt lieber musikalische Darbietungen statt seine Pflichten wahrzunehmen. Als er erfährt, dass Stalin im Theater ist, erschrickt er und wird von Stalin ernsthaft ermahnt.
Noch schlimmer ist die Situation in der Roten Flotte. Stalin besucht ein Schlachtschiff, auf dem das reinste Chaos herrscht. Die Matrosen sind bereits bei der Demontage von Ausrüstungsteilen. Stalin versammelt die Mannschaft um sich. Er erklärt ihnen ruhig und sachlich die Ernsthaftigkeit der Situation und beruft sich dabei auf Lenin, was die Matrosen nachdenklich macht und zum Einlenken bringt. Wieder an Land, geht Stalin an einem Denkmal von Peter dem Großen vorbei. Er zeigt seinen Begleitern das Denkmal und lobt den Zaren als großes Vorbild für den Aufbau einer russischen Flotte. Da der Stadtsowjet Petrograd immer noch evakuieren will, lässt Stalin ihn durch Soldaten und Matrosen ersetzen.
Währenddessen sammeln sich die weißen Kräfte von außen, während sich die Fünfte Kolonne in den Besitz der Festung Krasnaja Gorka gebracht hat, wobei Katja von den Weißen verhaftet wird. In dieses Unternehmen ist auch der bekannte Terrorist Sawinkow verwickelt. Doch sind die Rote Armee und die Rote Flotte dank Stalin gut vorbereitet. Unbeeindruckt vom feindlichen Geschützfeuer steht Stalin Pfeife rauchend auf einem Trittbrett des Panzerzugs und fährt dem Gegner entgegen.
In einer gewaltigen Seeschlacht, die von Stalin als Admiral zu Lande persönlich geleitet wird, wird die Royal Navy vernichtend geschlagen. Währenddessen erobert Schybajew Krasnaja Gorka zurück, und Katja und andere Gefangene werden befreit. Die Invasion an der Petrograder Front ist gescheitert und damit auch die Aufteilung der Ukrainischen Volksrepublik, die in London von westlichen Politikern wie Lloyd George und Woodrow Wilson bereits geplant wird. Churchill kann nur noch die schlechte Nachricht von der Niederlage überbringen.
Nach dem Sieg können Schibajew und Katja endlich heiraten. Überraschend erscheint Stalin auf der Hochzeit und gratuliert dem jungen Paar. Alle trinken auf Lenin, dessen Bedeutung Stalin noch einmal unterstreicht.
Nach seiner Rückkehr in Moskau empfängt Stalin im Kreml von Kalinin und Lenin einen hohen Orden. Der Film blendet mit Stalins Panzerzug ab, der mit Volldampf in die russische Weite hinausfährt.

## Kritik
„… ein Meisterwerk des sozialistischen Realismus …“

„… Jung-Stalin steht im wohlgebügelten, weißseidengefütterten Reitermantel auf dem Feldherrnhügel, verstößt den Kommissar, der, statt Listen ordentlich zu führen, bunte Abende arrangiert hat, und verjagt den Stadtsowjet, der kleinmütig Petersburg evakuieren ließ. Konspirateure und Spione erreicht die verdiente Kugel. Die Raubgier im englischen Lager, angetrieben von einem recht ähnlichen Churchill, entartet zum Grotesktanz. Läuft nur in der Ostzone …“

## Requisite

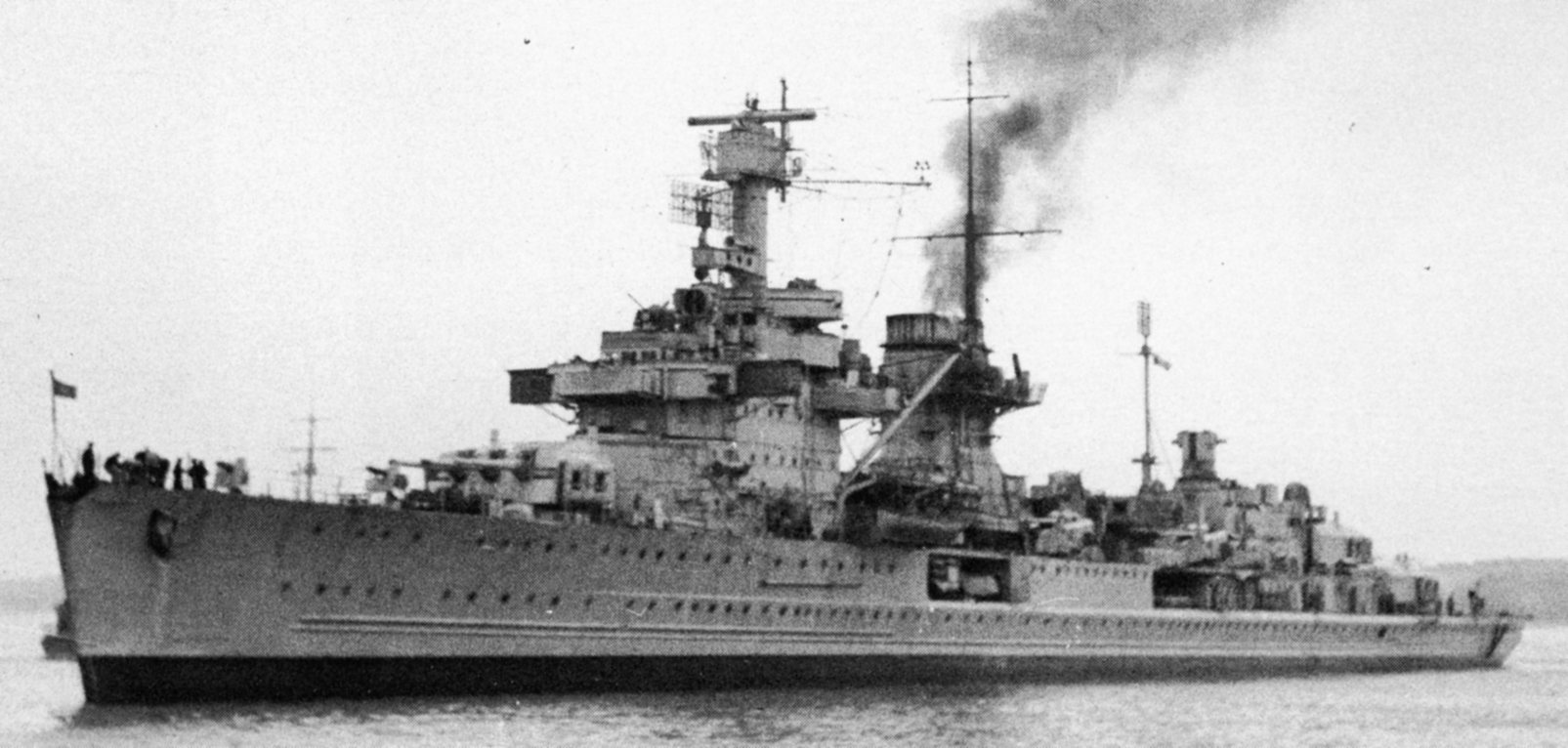
Nürnberg1946a

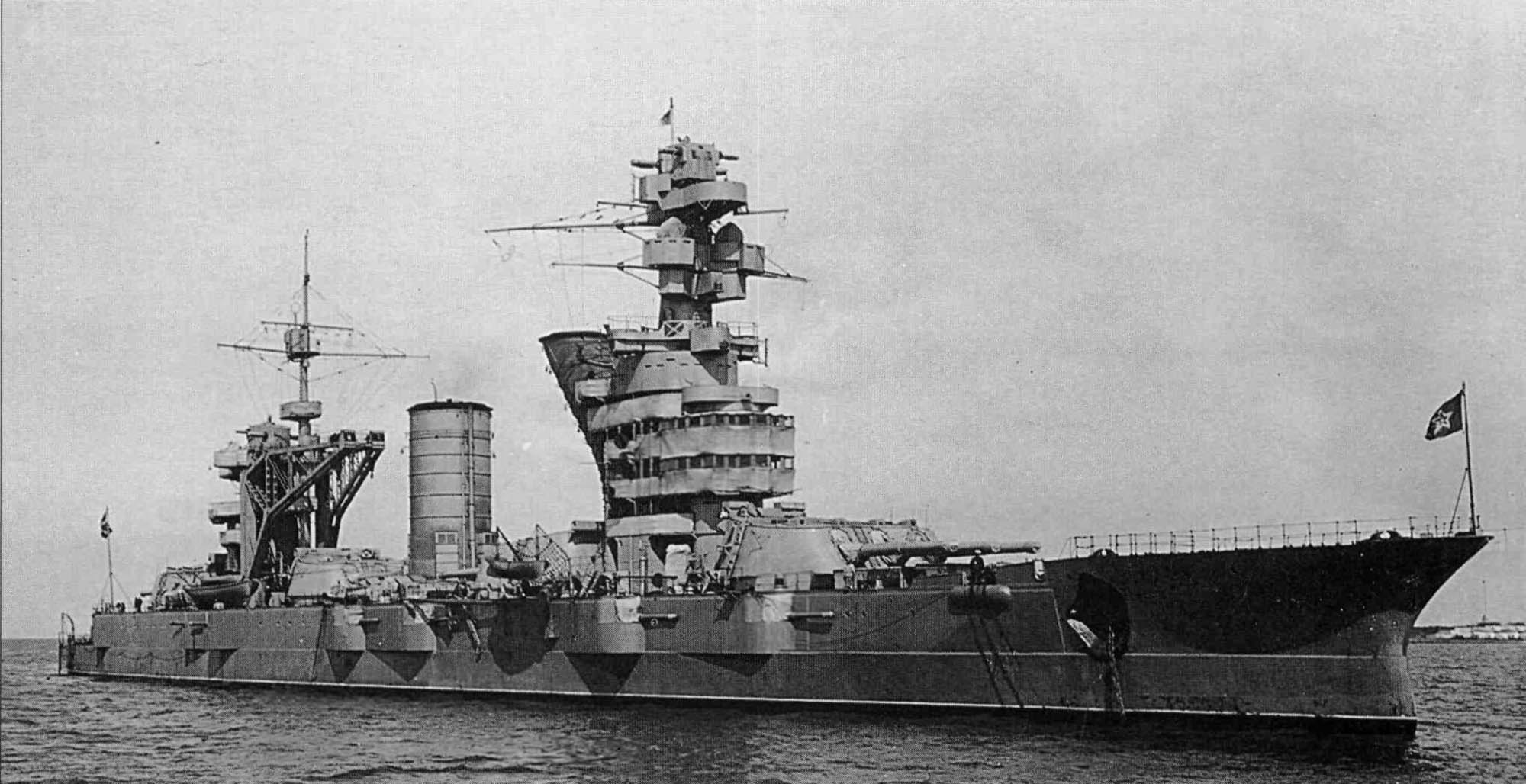
Oktyabr'skayaRevolyutsiya1934

Für die Seeschlacht dienten diverse Einheiten der sowjetischen Marine als Requisite. Als britisches Flaggschiff diente der Kreuzer Admiral Makarow, die ehemalige Nürnberg der deutschen Kriegsmarine, die 1946 als Reparationsleistung an die UdSSR übergeben worden war. Die wichtigste Rolle hatte ein Schlachtschiff der Gangut-Klasse. Auf diesem Schiff spielt auch die Szene, in der Stalin die Matrosen ermahnt, Lenins Anordnungen zu befolgen. Obwohl die Einheiten der Gangut-Klasse 1919 in der Roten Arbeiter- und Bauernflotte dienten, waren sie durch Umbauten in den 1930er Jahren äußerlich völlig verändert worden, standen aber zum Zeitpunkt der Dreharbeiten noch im aktiven Dienst.

## Historischer Hintergrund der Filmhandlung
Sowohl die  Seeschlacht als auch Stalins Funktion als Admiral sind frei erfunden. Tatsächlich griffen in der Nacht zum 18. Juni 1919 Schnellboote der Royal Navy in Kronstadt Einheiten der Roten Flotte an, denen unter anderem auch der Kreuzer Oleg zum Opfer fiel. Stalin war während des Bürgerkriegs nie an der Nordfront gewesen und hatte auf Marineoperationen keinerlei Einfluss. Seine Fahrten mit dem Panzerzug sind an Leo Trotzki angelehnt, der als Volkskommissar für Verteidigung die Rote Armee von einem derartigen Zug aus kommandierte.
Vermutlich wurde hier Stalins Rolle in Zarizyn 1918 transferiert, wo er angeblich die Südfront stabilisierte, was in dem Spielfilm  Die Verteidigung von Zarizyn bereits 1942 von Georgi Wassiljew thematisiert worden war. Stalins Rolle als Admiral und der Verweis auf die maritimen Bestrebungen Peter des Großen anlässlich der Denkmalbesichtigung sind ein Hinweis auf die eigentliche propagandistische Zielrichtung des Films: den Aufbau einer modernen Hochseeflotte. Inhaltlich steht der Film daher im Kontext von Schiffe stürmen Bastionen und Segel im Sturm, die beide 1953 von Michail Romm realisiert und ebenfalls von der DEFA synchronisiert wurden.

## Überlieferung
Die vollständige Filmfassung wurde 2006 in Russland auf DVD ediert. Die deutsche Synchronfassung befindet sich möglicherweise im Filmarchiv des Bundesarchivs in Berlin; die Länge der deutschen Fassung ist unbekannt.